# クリストフェル・アイェル
クリストフェル・ヴァスバク・アイェル（ノルウェー語: Kristoffer Vassbakk Ajer、1998年4月17日 - ）は、ノルウェー・アーケシュフース県レリンゲン出身のサッカー選手。ブレントフォードFC所属。ノルウェー代表。ポジションはDFもしくはMF。

## クラブ歴
地元のレリンゲンFKでサッカーを始め、10歳でリールストロムSKの下部組織に移籍した。
2014年に親がクリスチャンサンに引っ越したためにIKスタルトに加入、同年7月19日に選手初出場。2015年4月7日に行われたリールストロム戦では僅か16歳にして主将を務め、エリテセリエン史上最年少主将記録を打ち立てた、なお試合は1-1の引分に終わっている。
2016年1月頭にセルティックFCのトライアルに一週間参加。2月17日に4年契約の完全移籍で加入、移籍金は65万ポンド。2017年1月にはキルマーノックFCに期限付き移籍に出されたが半年で復帰し、翌シーズン途中からセルティックでレギュラーとなった。2018年5月14日に新たに4年契約を締結。
2021年7月21日、ブレントフォードFCと5年契約を締結したことが発表された。

## 代表歴
2018年3月23日に行われたオーストラリア代表との親善試合でA代表初出場。